# NGC 5403
NGC 5403 est une vaste galaxie spirale barrée vue par la tranche et située dans la constellation des Chiens de chasse. Sa vitesse par rapport au fond diffus cosmologique est de 2 929 ± 13 km/s, ce qui correspond à une distance de Hubble de 43,2 ± 3,0 Mpc (∼141 millions d'al). NGC 5403 a été découverte par l'astronome germano-britannique William Herschel en 1787.
La classe de luminosité de NGC 5403 est II et elle présente une large raie HI.
En raison d'une brillance de surface égale à 14,44 mag/am2, on peut qualifier NGC 5403 de galaxie à faible brillance de surface (LSB en anglais pour low surface brightness). Les galaxies LSB sont des galaxies diffuses (D) avec une brillance de surface inférieure de moins d'une magnitude à celle du ciel nocturne ambiant.
À ce jour, une mesure non basée sur le décalage vers le rouge (redshift) donne une distance d'environ 54,200 Mpc (∼177 millions d'al). Cette valeur est à l'extérieur des valeurs de la distance de Hubble. Notons que c'est avec la valeur moyenne des mesures indépendantes, lorsqu'elles existent, que la base de données NASA/IPAC calcule le diamètre d'une galaxie et qu'en conséquence le diamètre de NGC 5403 pourrait être d'environ 40,2 kpc (∼131 000 al) si on utilisait la distance de Hubble pour le calculer.
La distance de Hubble de la galaxie PGC 49824 située à proximité de NGC 5403 est 42,85 ± 3,01 Mpc (∼140 millions d'al), soit à peu près à la même distance que NGC 5403. Ces deux galaxies forment donc une paire de galaxies. L'image obtenue du relevé SDSS montre une légère déformation de PGC 49824 vers NGC 5403, ce qui laisse penser que ces deux galaxies sont en interaction gravitationnelle. Ces deux galaxies figurent d'ailleurs dans l'Atlas and Catalogue of Interacting Galaxies et elles sont respectivement désignées sous la cote VV 310a et VV 310b par la base de données NASA/IPAC,. Curieusement, cette base de données indique également que PGC 49824 est une galaxie du champ, c'est-à-dire qu'elle n'appartient pas à un amas ou un groupe et qu'elle est donc gravitationnellement isolée, une erreur sans aucun doute.